# Masicera ruficornis
Masicera ruficornis är en tvåvingeart som beskrevs av Macquart 1851. Masicera ruficornis ingår i släktet Masicera och familjen parasitflugor.
Artens utbredningsområde är Tyskland. Inga underarter finns listade i Catalogue of Life.